# 莫斯托莱斯
莫斯托莱斯（西班牙語：Móstoles；西班牙語發音：[ˈmos.to.les]），是西班牙马德里自治区的一个市镇。该市位于马德里市中心西南约18公里处，总面积45.28平方公里，总人口206,589人（2017年），人口密度4562人/平方公里。

## 地名语源
该地语源尚不明确。有学者认为它可能与古罗马时代的修道院（拉丁語：monasterium）有关。

## 人口
| 莫斯托莱斯历史人口变化               |
|                                      |
| INE全国普查人口 2017年市政厅登记人口 |

## 著名人物
- 伊克尔·卡西利亚斯，职业足球守门员，曾先后效力皇家马德里和波尔图。[7]
- 鲁本·德拉雷德，职业足球运动员。[8]
- 艾拔圖·羅拉，职业足球运动员。[9]

## 友好城市
- 西班牙 哈恩省 拜伦[10]
- 西班牙 萨拉戈萨省 萨拉戈萨[11]
- 西班牙 阿斯图里亚斯自治区 奥维耶多

## 图集

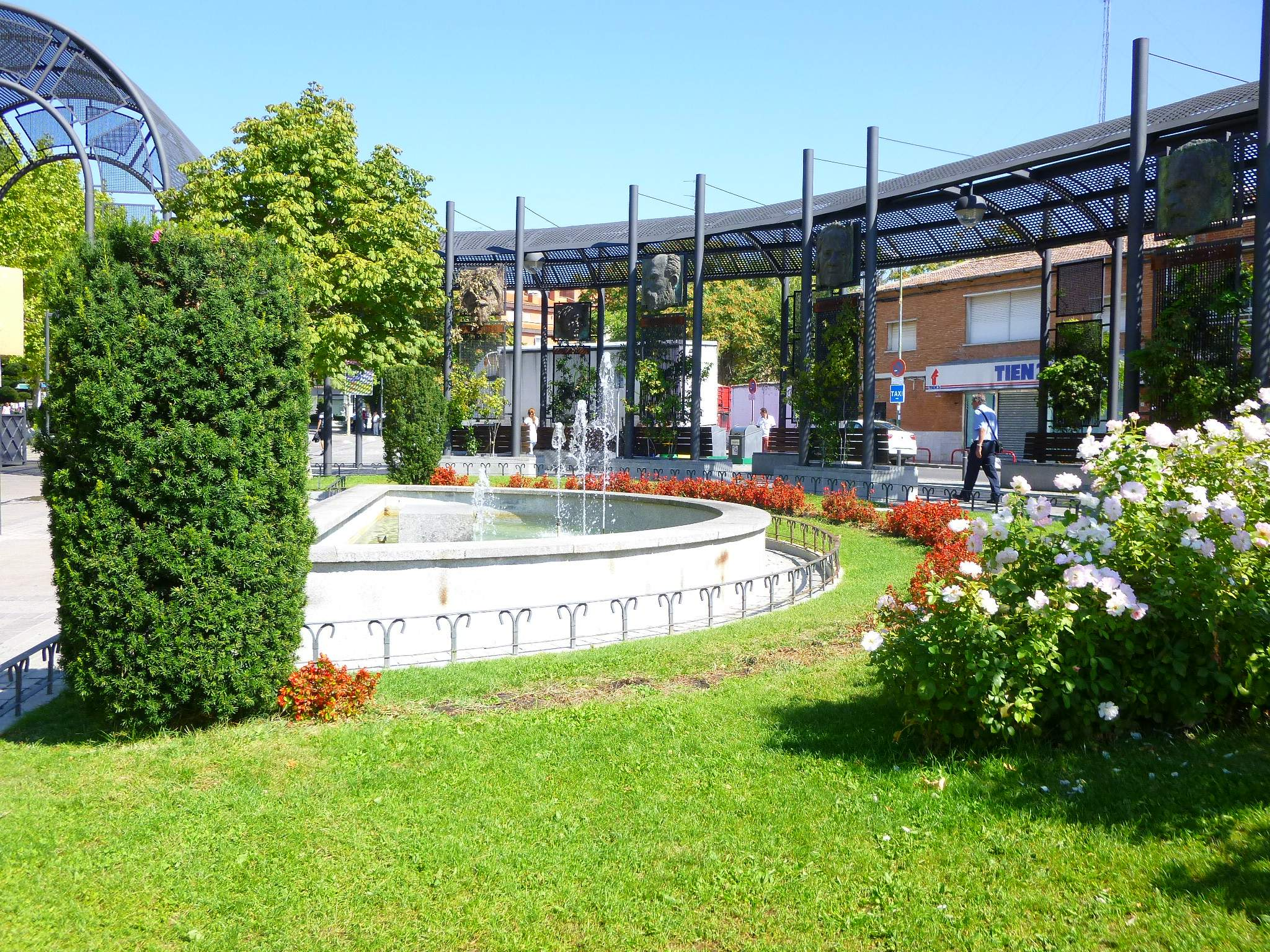
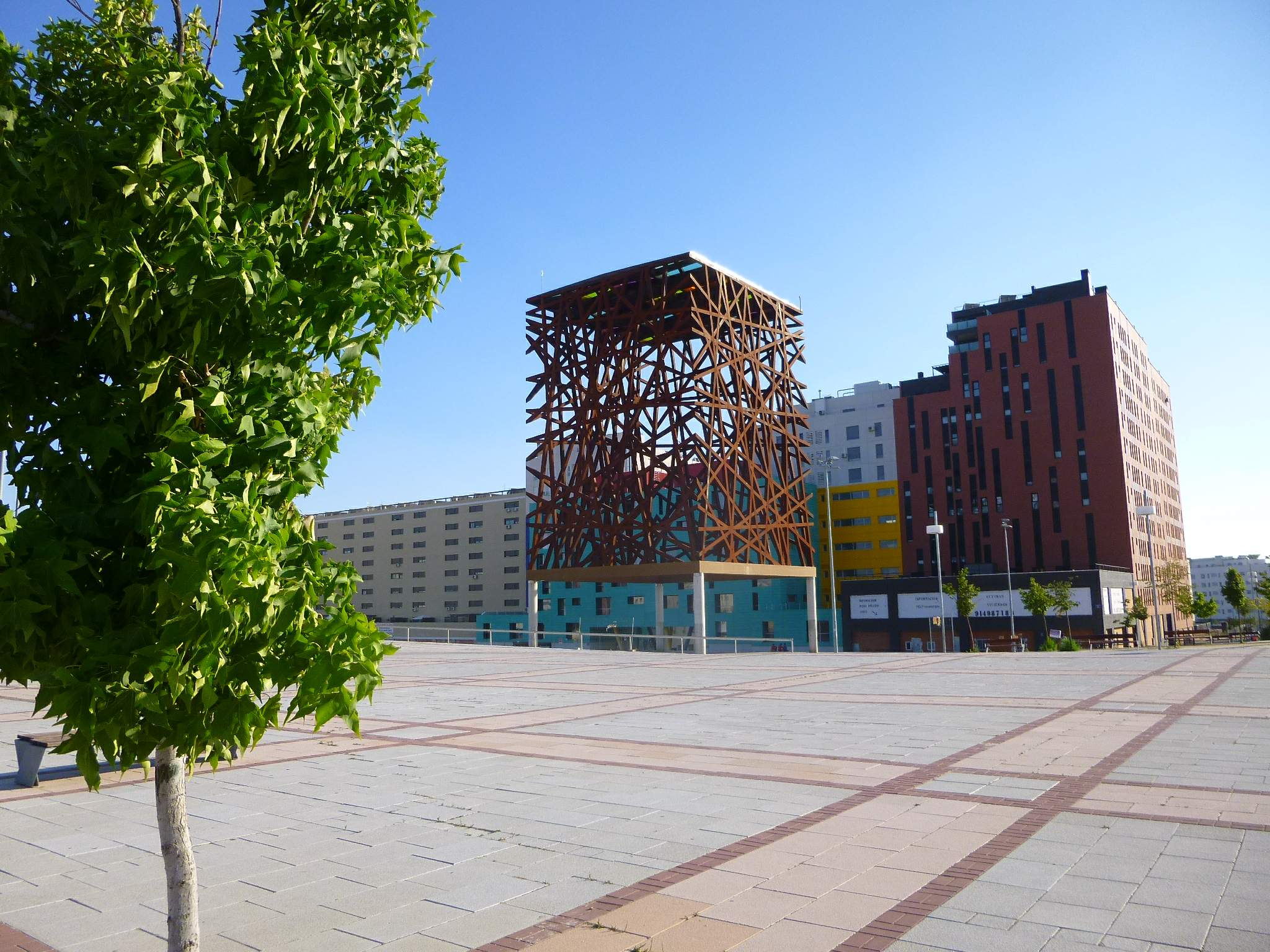
太阳广场
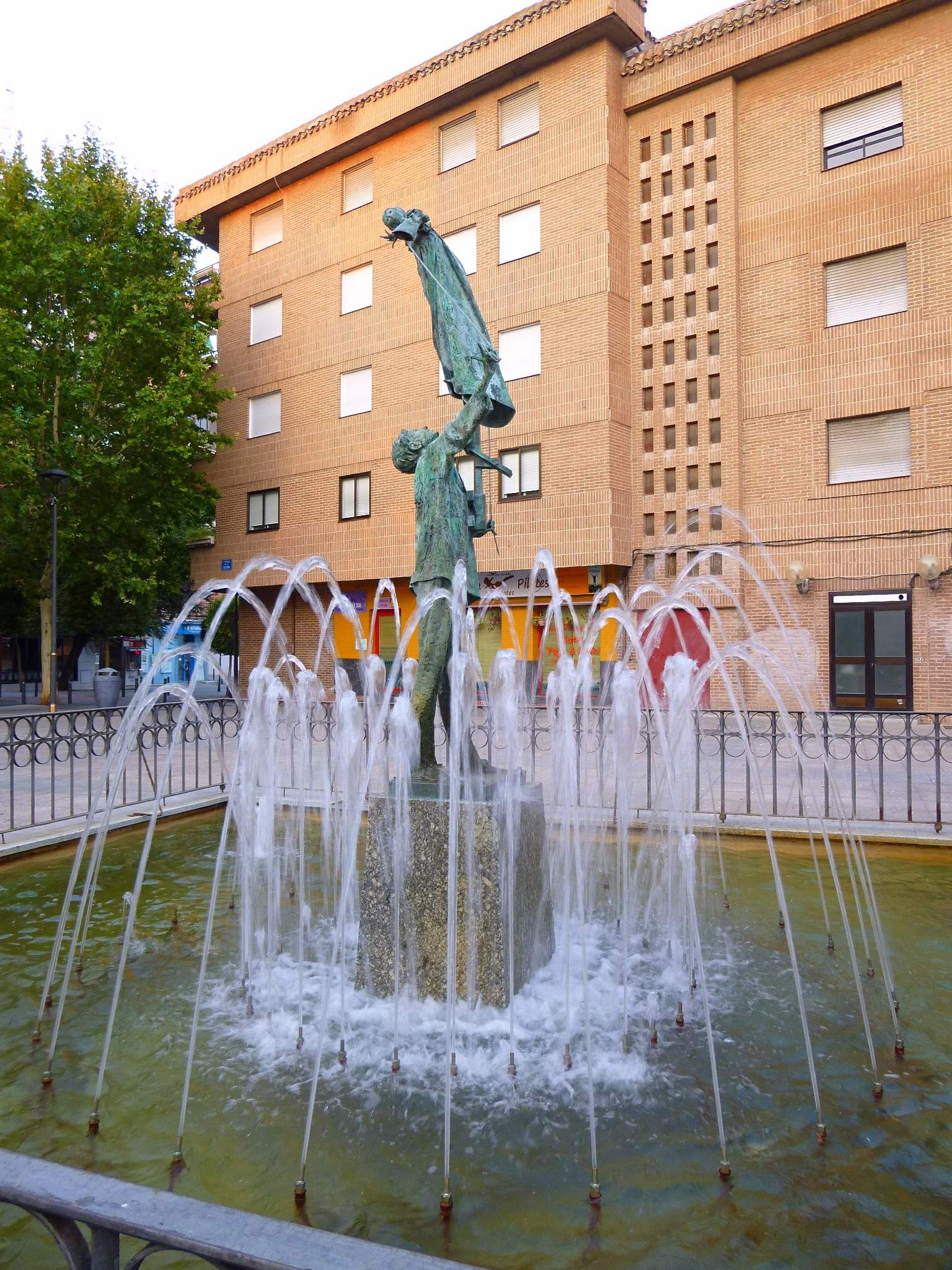
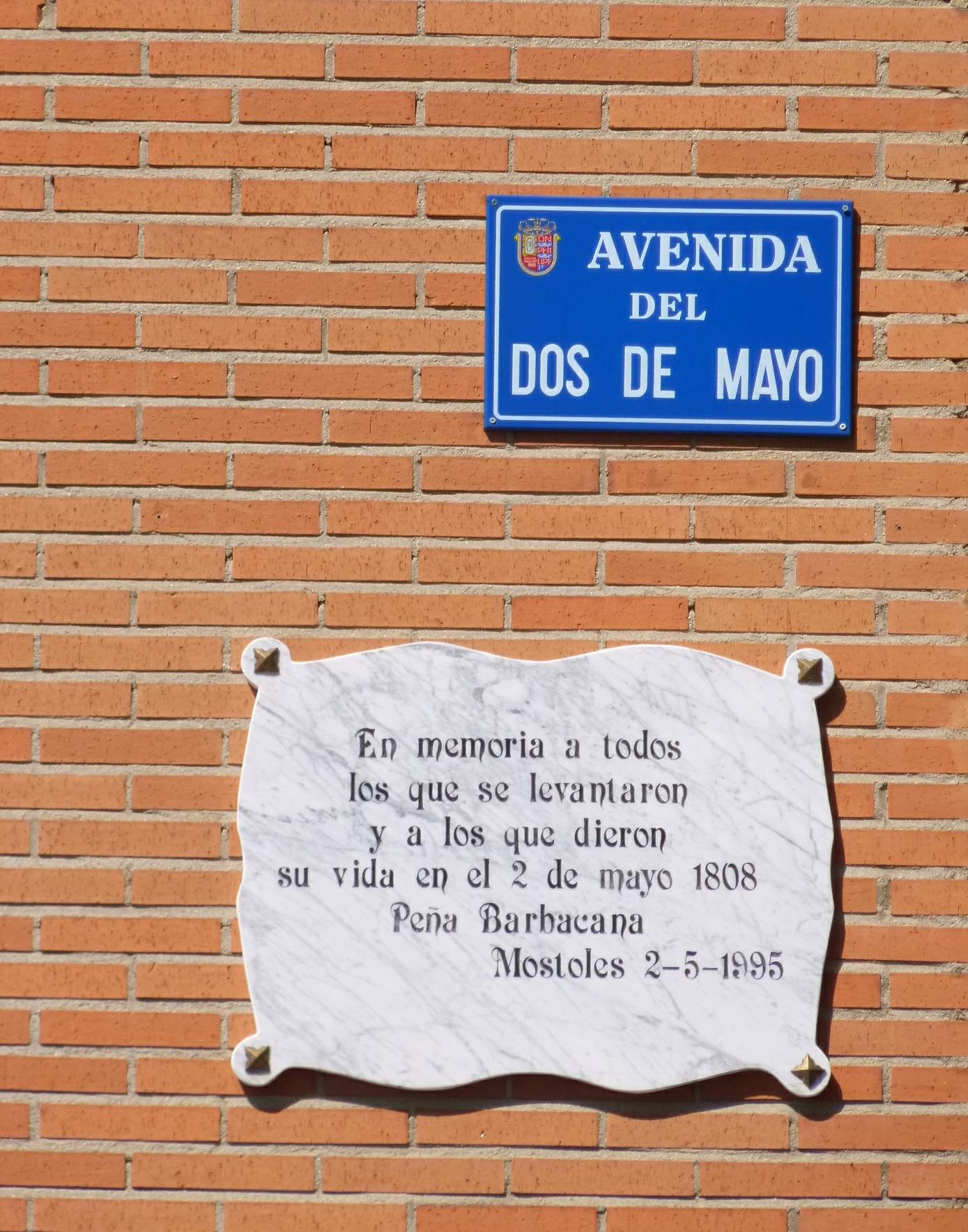
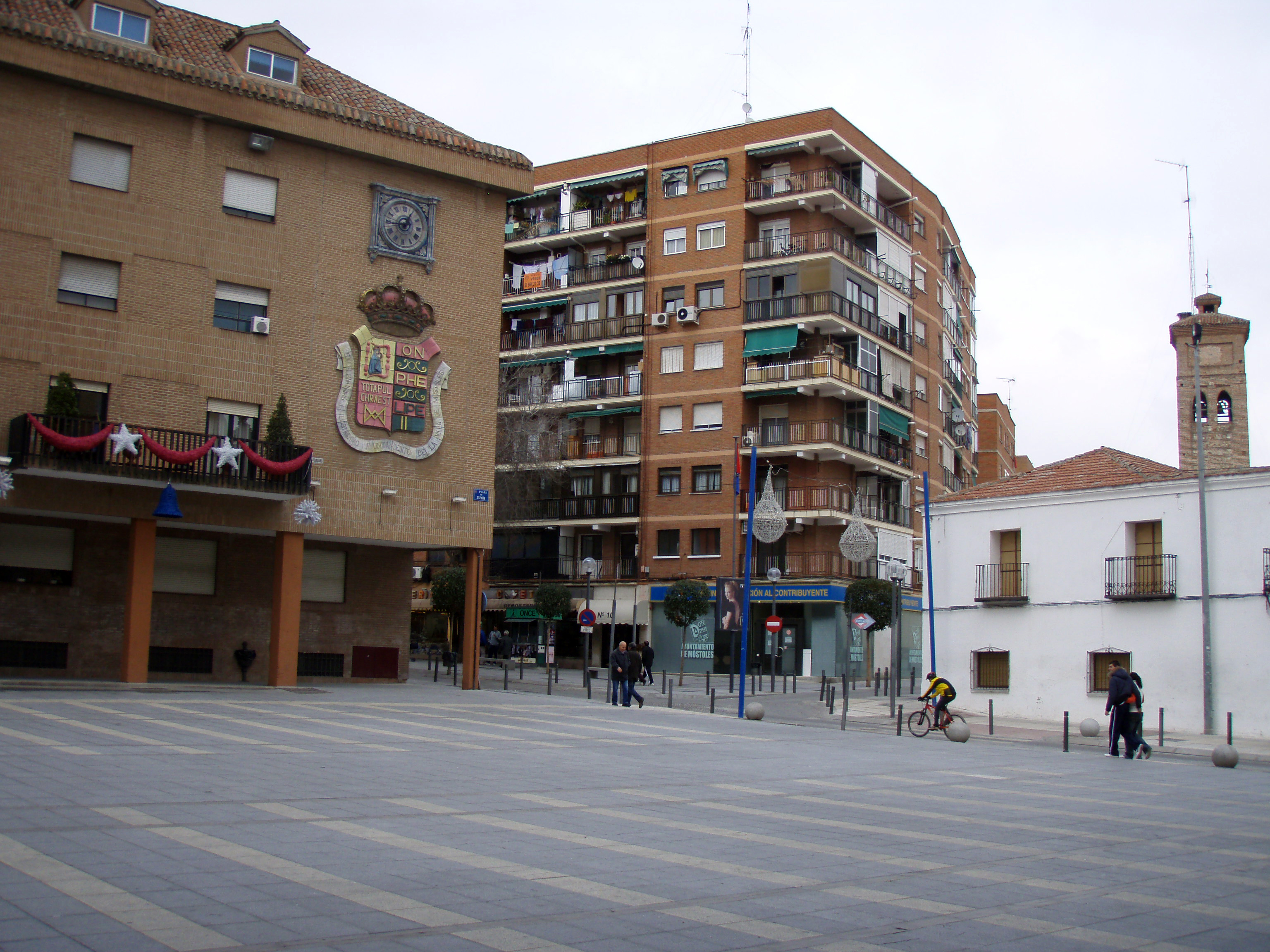
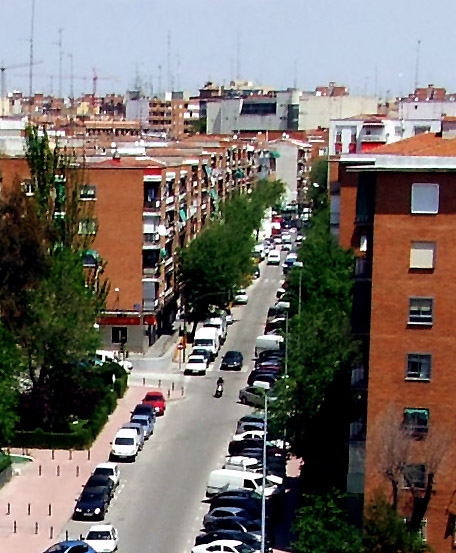
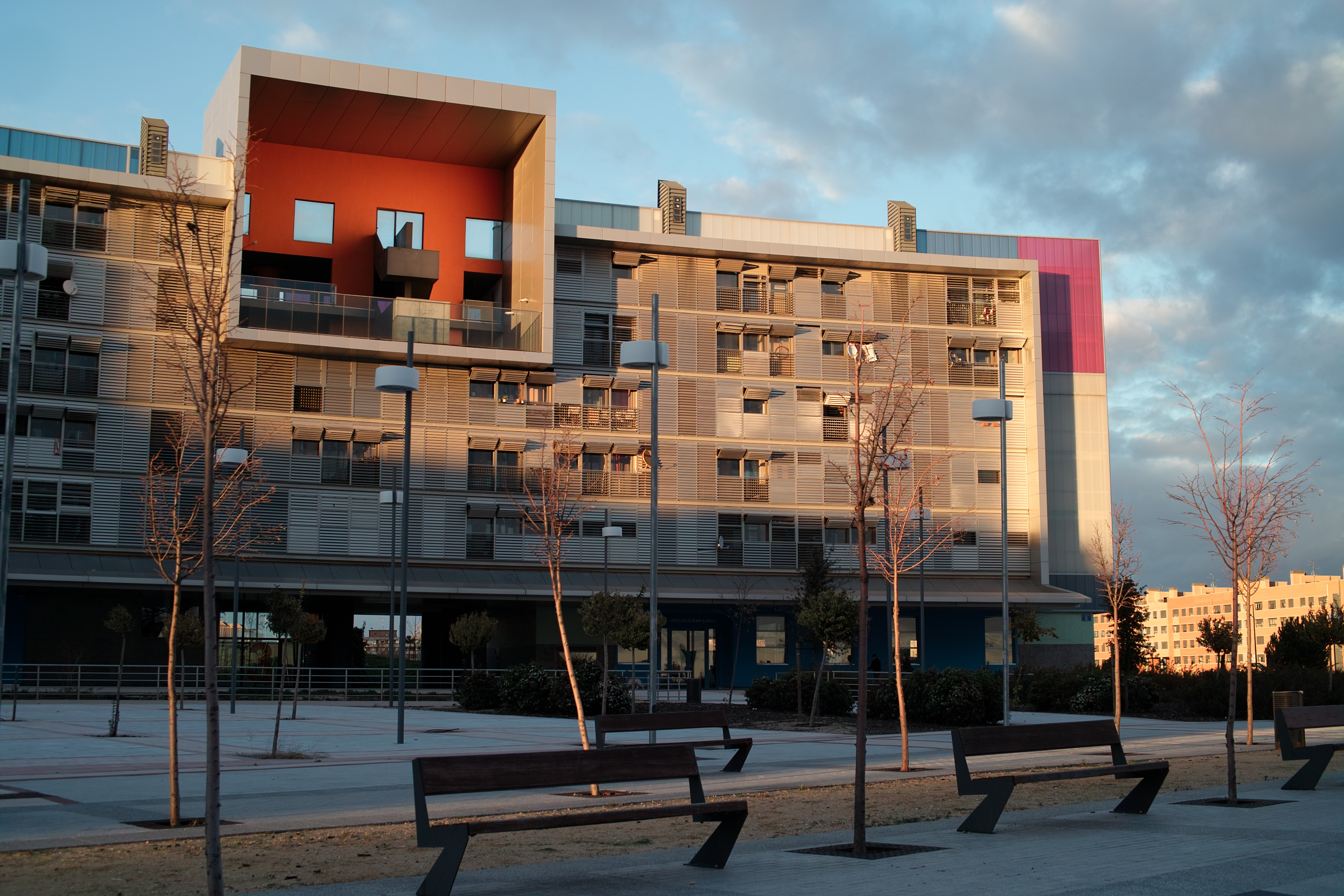